# Burg Neuenriet
Burg Neuenriet ist die Bezeichnung einer abgegangenen Spornburg am nordöstlichen Ortsende von Altenriet im Landkreis Esslingen in Baden-Württemberg.

## Lage
Die Burg stand auf einem Bergsporn im Zwickel zwischen Neckar und Höllbach (Höllenbach), oberhalb von Neckartenzlingen. Ein Waldweg führt westlich an der Anlage vorbei.

## Geschichte
Noch vor dem Ende der alten Burg der Herren von Riet wurde ostnordöstlich des Ortes eine weitere Burg errichtet. Sie erhielt im 15. Jahrhundert im Unterschied zu Alten-Riet die Bezeichnung Neuen-Riet und war mit einem Teil des Orts württembergisches Lehen.
Die Burg war bis 1466 württembergisches Lehen im wechselnden Besitz verschiedener Edelleute:
Ältester bekannter Inhaber war Hans von Oßweil. Über eine Reihe weiterer zum Teil adliger Familien kam sie 1429 an Berthold Kaib, dessen Familie schon 1364 in Altenriet begütert gewesen war. 1436 erwarben die Dürner von Dürnau das Lehen, das über weitere Hände an Barbara von Ow fiel, die es von Württemberg 1466 als freies Eigen übertragen bekam. Die Besitzer wechselten weiter mehrfach, bis die Burg 1525 im Bauernkrieg zerstört wurde. Nur Reste des Bergfrieds waren um 1685 noch erhalten und sind auf der Kieserschen Forstkarte abgebildet.
Die Burg wurde nie wieder aufgebaut und die letzten sichtbaren Reste des Bergfrieds wurden 1823 verkauft und abgetragen. Von der ehemaligen Burganlage sind nur noch geringe Mauerreste erhalten.
Um die Burg rankt sich eine Sage, die Ursache für die Entstehung des alljährlich am Palmsonntag abgehaltenen Altenrieter Brezelmarktes sein soll.

## Beschreibung
Von der Burg sind im Gelände heute nur noch der erhabene Burgstall und ein äußerer und innerer Burggraben zu erkennen. Ein heutiger Zugang im Norden ist nicht sicher zeitlich einzuordnen. Befestigungen zeigen einen Zugang über den inneren Graben zur ehemaligen Burg. Hier finden sich noch Geländevertiefungen, die als Kellerräume früherer Gebäude gedeutet werden können. Der Burgstall hat keine Informationstafeln oder Hinweisschilder.

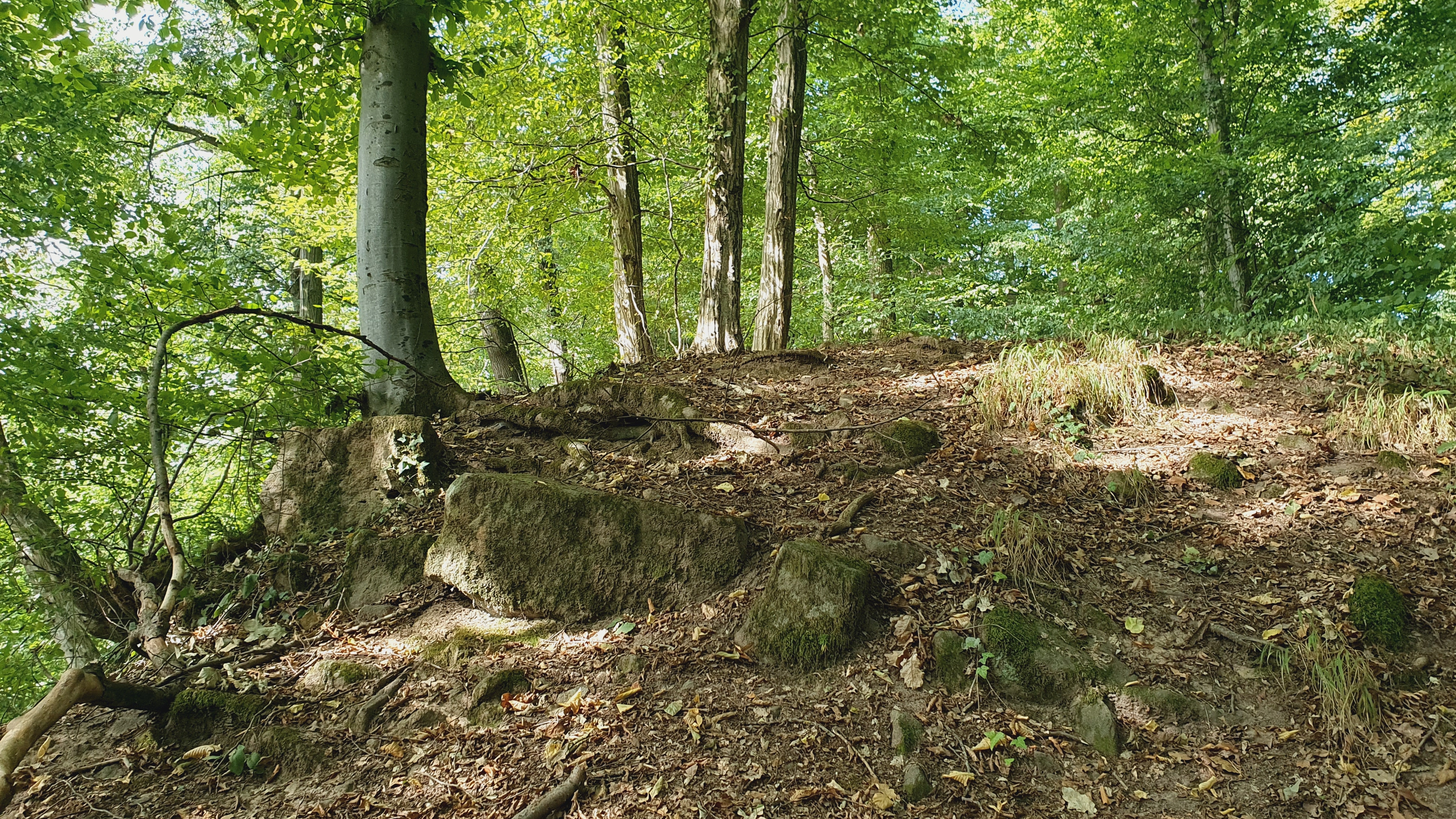
Mauerreste der Burg
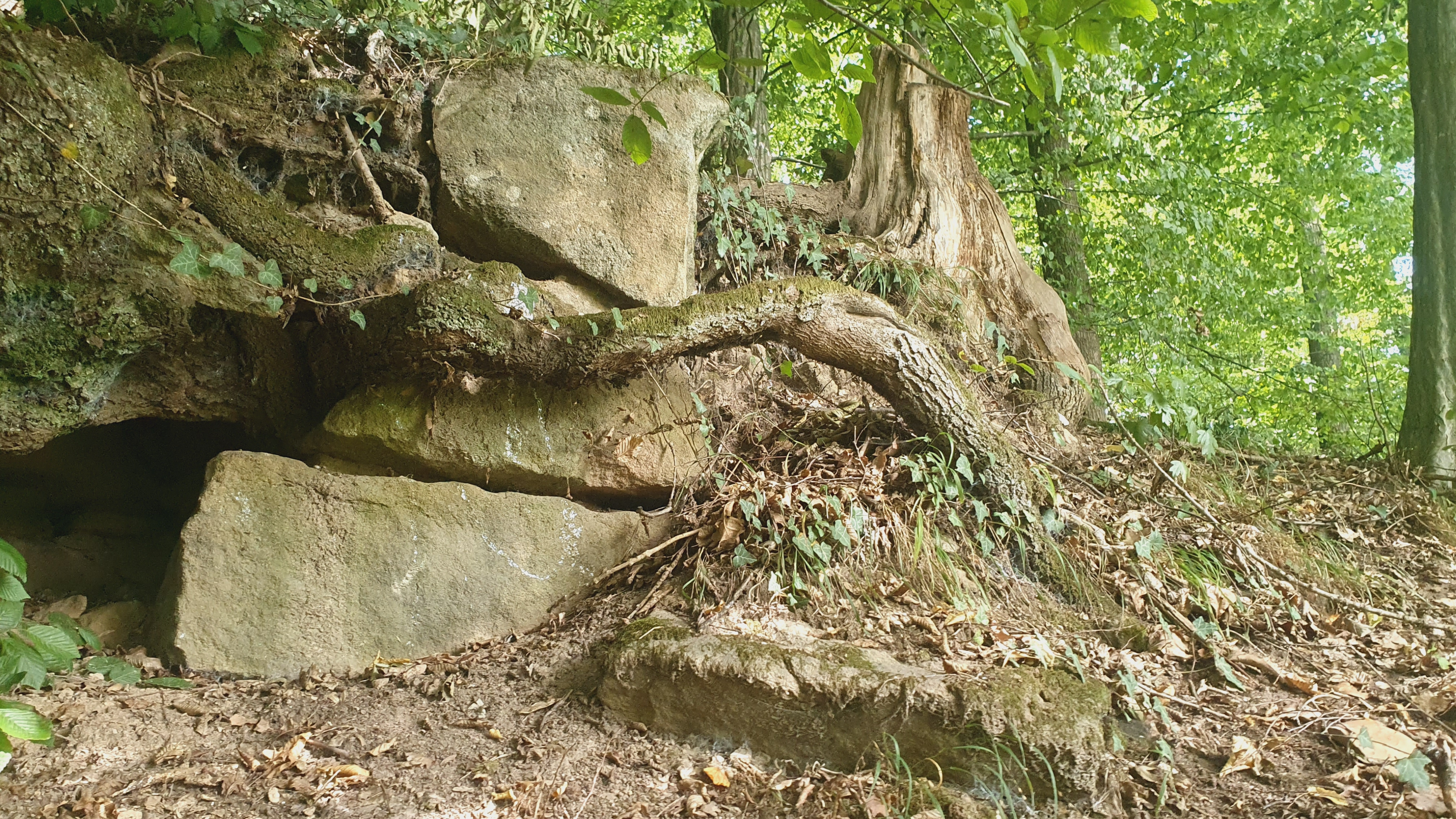
Wallreste
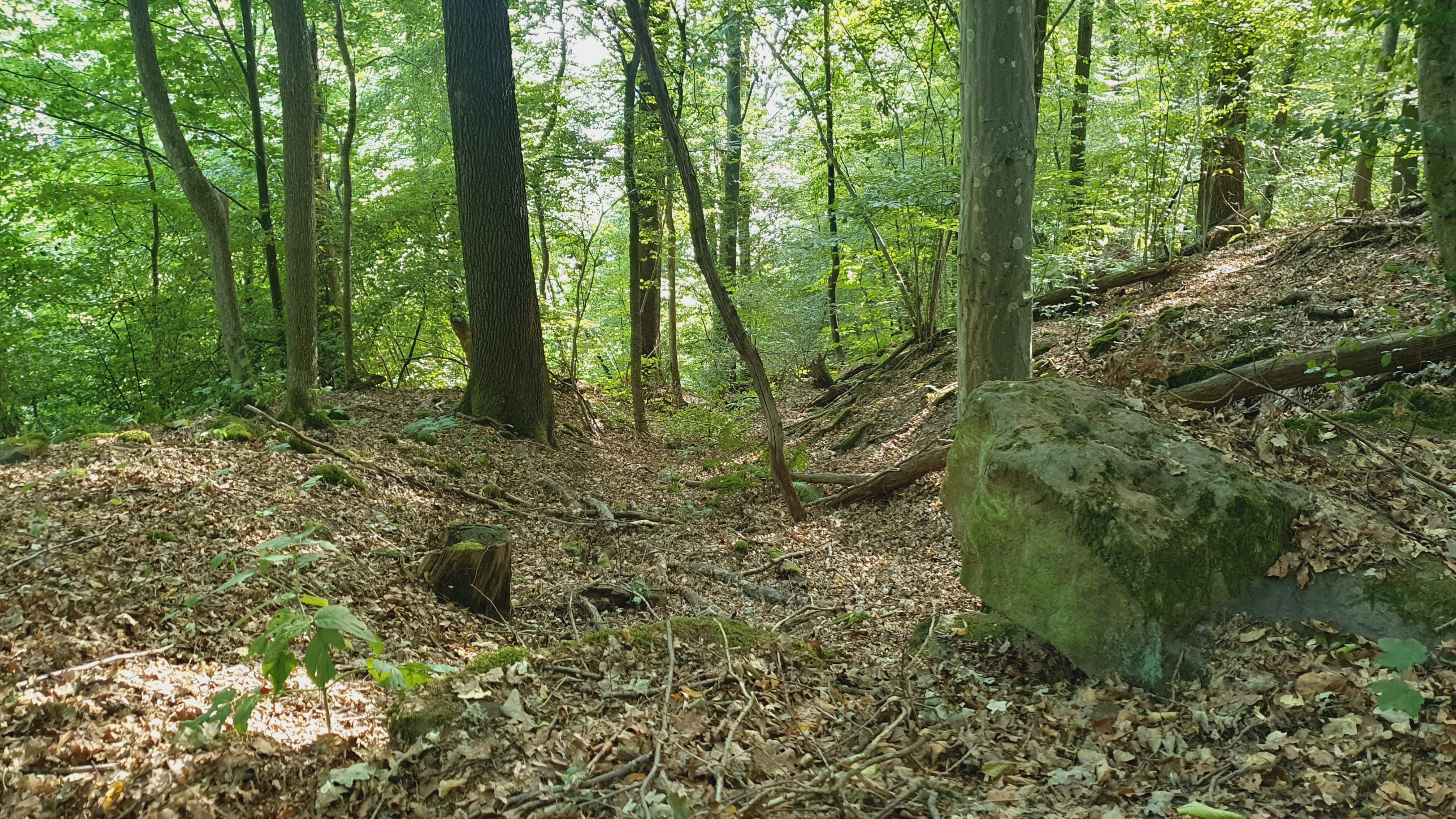
Der innere Burggraben
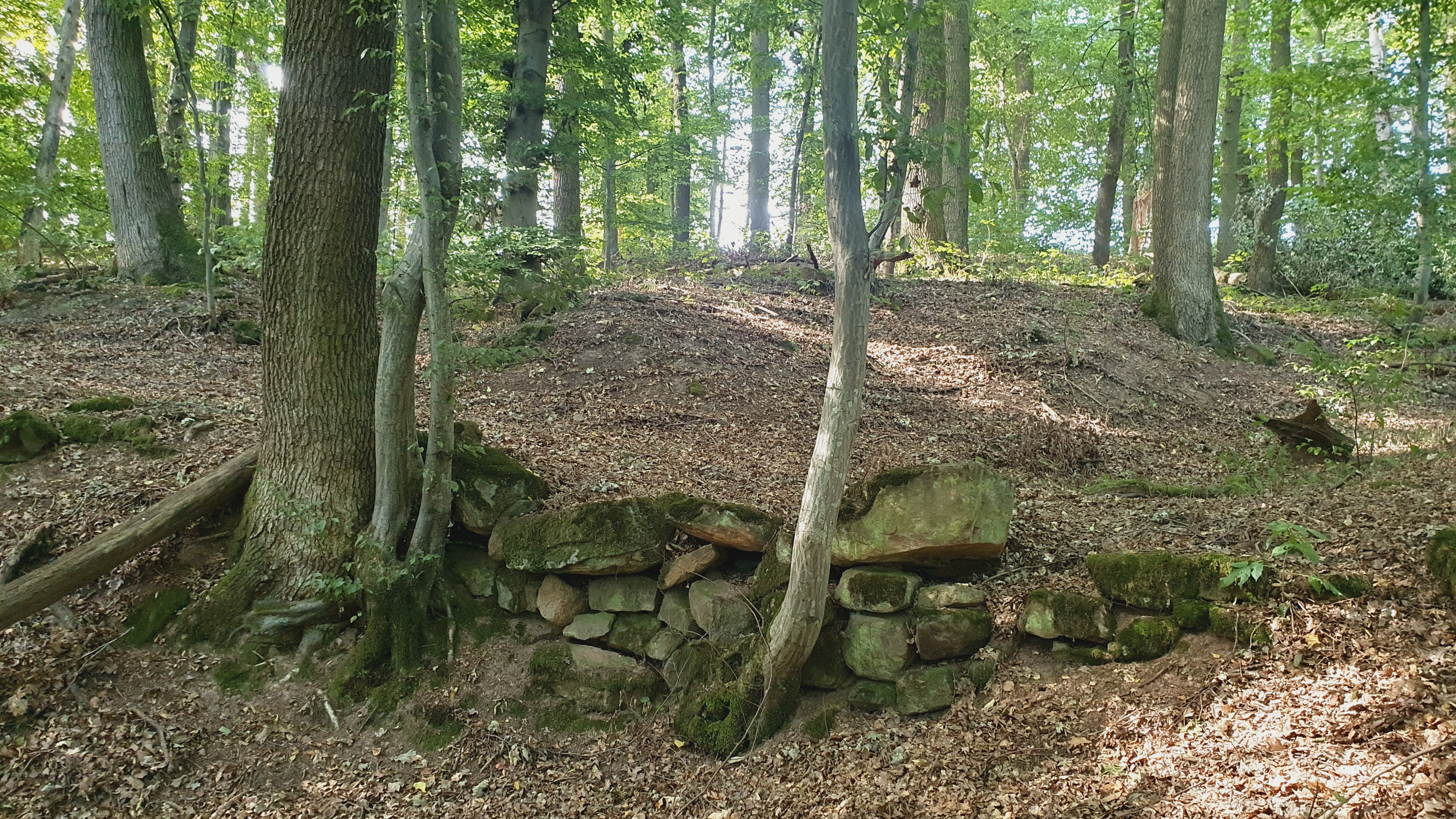
Zugang über den inneren Graben
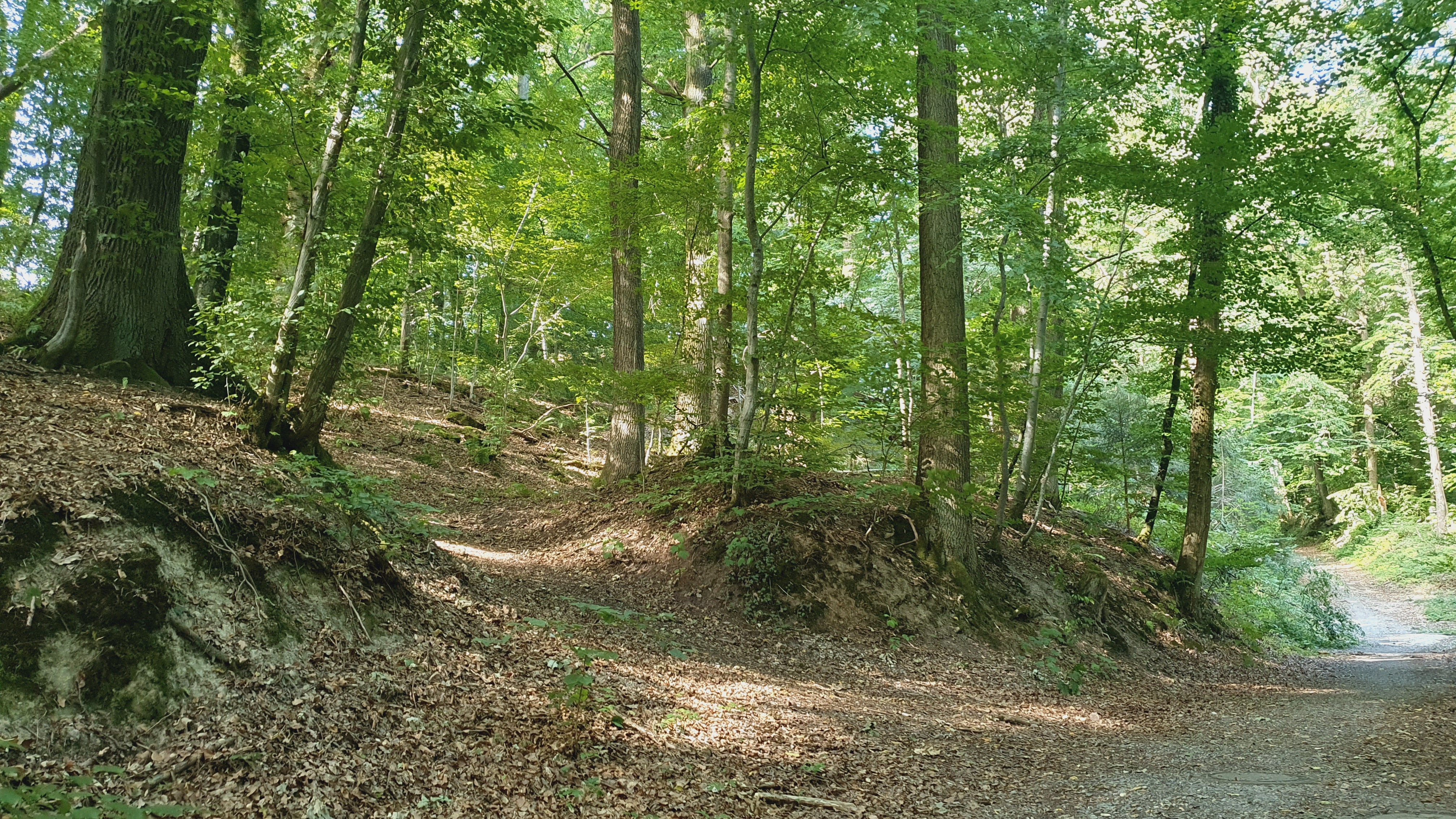
Nördlicher Zugang zum Burgstall
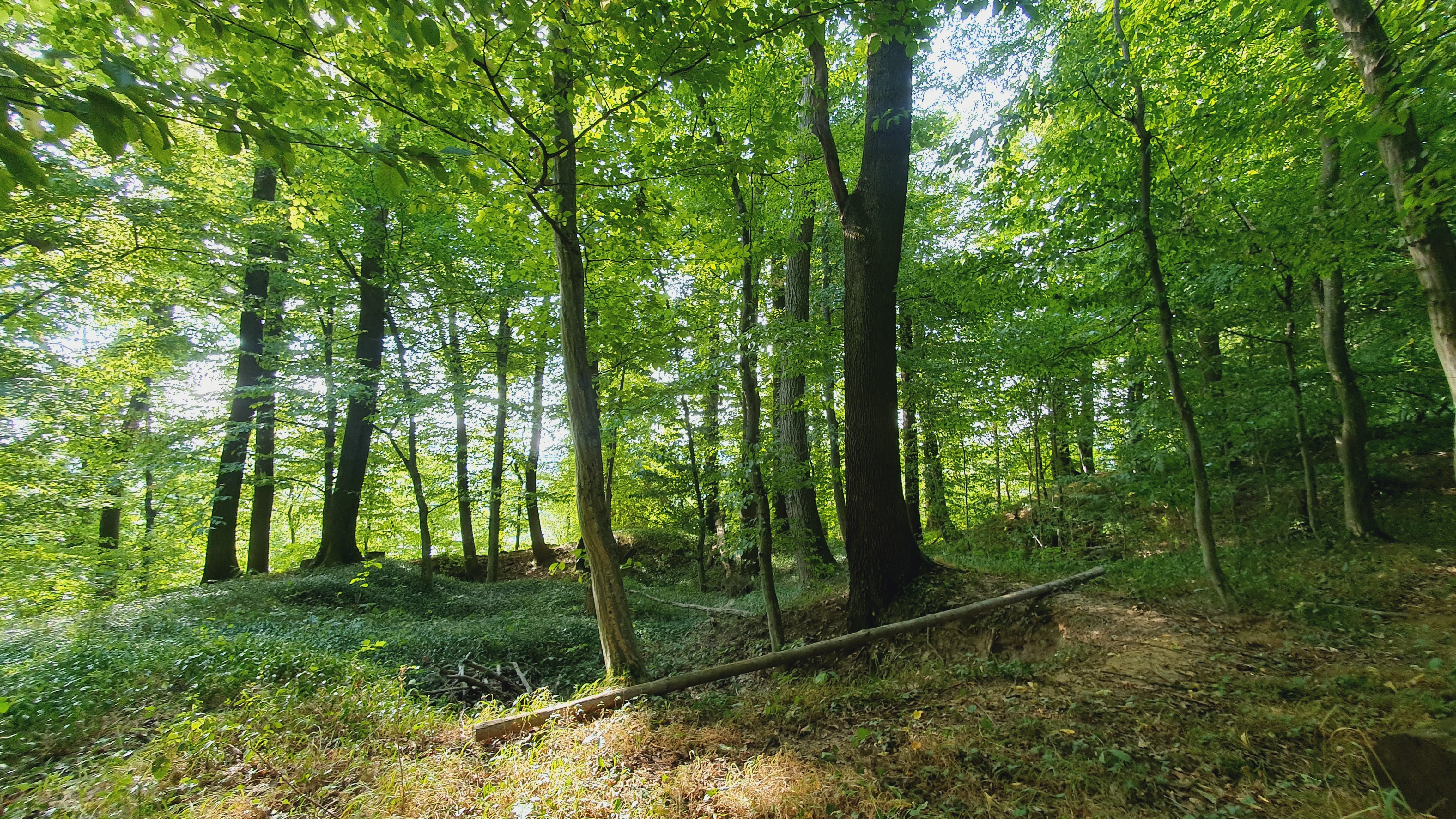
Geländevertiefungen, die auf innere Bebauung hinweisen
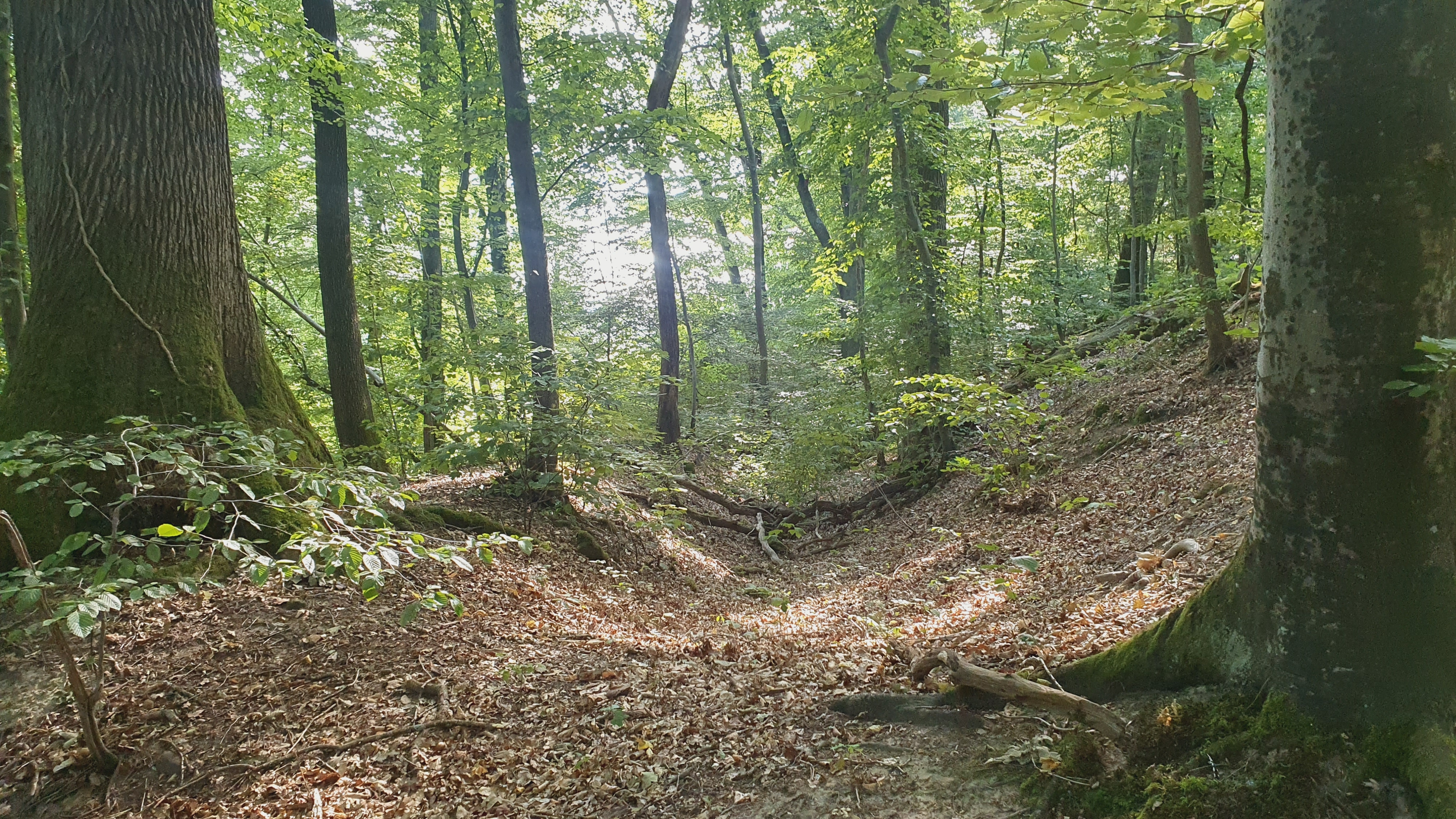
Der äußere Burggraben

## Denkmalschutz
Der Bereich der Burganlage ist ein Bodendenkmal. Nachforschungen und gezieltes Sammeln von Funden sind genehmigungspflichtig, Zufallsfunde an die Denkmalbehörden zu melden.